# Anuradha Krishnamoorthy
Anuradha Krishnamoorthy es una emprendedora social y quesera india. Ganó el Nari Shakti Puraskar 2017 con su colega Namrata Sundaresan.

## Trayectoria
Anuradha Krishnamoorthy creó una organización que trabaja con personas discapacitadas, ayudándolas a encontrar trabajo. En 2016, Krishnamoorthy fundó Käse Cheese en Chennai con la chef Namrata Sundaresan. Se conocían desde hacía unos diez años y el trabajo diario de su nueva socia era en una consultoría estratégica. Su primera variedad fue un tipo de Quark. Elaboran otros quesos naturales siguiendo métodos tradicionales y añadiendo ingredientes locales, por ejemplo utilizando Milagai Podi para hacer un queso cheddar llamado "Oda a Chennai". La experiencia de Krishnamoorthy en el emprendimiento social la llevó a emplear y formar a mujeres discapacitadas. En 2020, Käse producía más de 30 quesos.

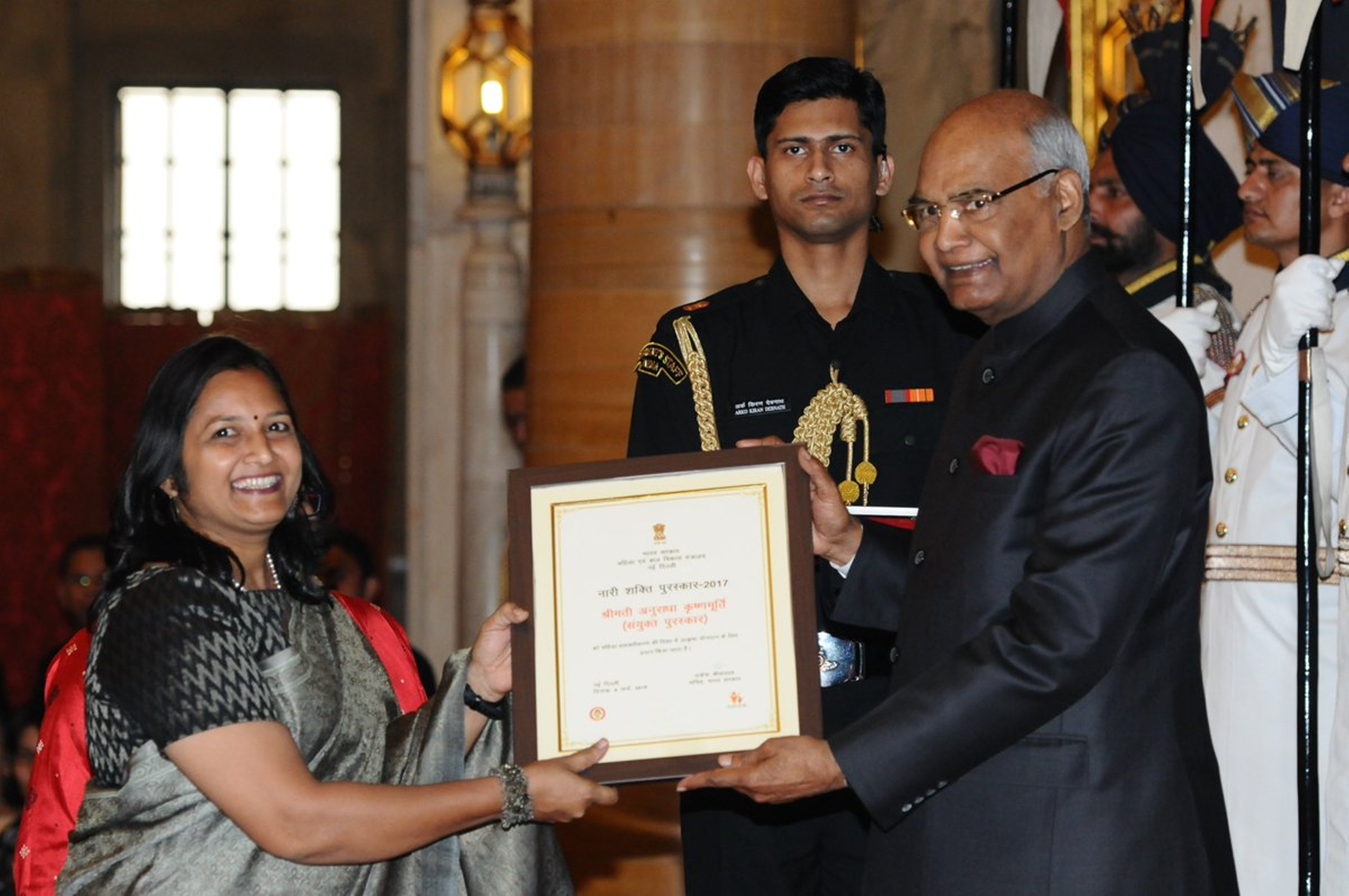
Anuradha Krishnamoorthy recibe el premio

Tanto Krishnamoorthy como Sundaresan recibieron el Nari Shakti Puraskar 2017 por su espíritu emprendedor. Los premios fueron entregados en el Día Internacional de la Mujer de 2018 en nombre del Ministerio de Desarrollo de la Mujer y el niño por el Presidente de la India. El premio es el más importante que se concede a las mujeres en la India.